# Anne Steinlein
Anne Steinlein est une carnettiste, dessinatrice et peintre française, née en janvier 1973.

## Biographie
D'origine alsacienne, après avoir étudié à l'École d'art graphique Penninghen à Paris, diplômée en 1997, Anne Steinlein se consacre principalement à l'illustration et aux carnets de voyages qu'elles réalise dans différentes régions du globe : Spitzberg, Maroc, Islande, Burkina Faso, Cap Vert... Proche de la nature et des animaux, attentive aux enjeux écologiques, elle se définit elle-même principalement comme "peintre voyageuse“ et participe régulièrement à des rendez-vous professionnels comme les Rendez-vous du carnet de voyage à Clermont-Ferrand, et le festival Étonnants Voyageurs à Saint-Malo. En illustration, elle réalise également des ouvrages comme Sur les pas de Marguerite Duras en collaboration avec  Alain Vircondelet. Elle se consacre volontiers à la caricature, à des ateliers  pédagogiques et à des soirées événementielles. Par deux fois, la chaîne franco-allemande Arte a fait appel à son travail, pour la série Carnets de voyage en 2008, et En balade sur la frontière en 2015.  

## Publications
- Lumière du nord Spitzberg, Reflets d’Ailleurs, 2002
- Voyage au Maroc, Presses de la Renaissance, 2003,  (ISBN 978-2856168936)
- Burkina Faso, Presses de la Renaissance, 2003,  (ISBN 978-2856168929)
- Sur les pas de Marguerite Duras, avec  Alain Vircondelet, Presses de la Renaissance, 2006,  (ISBN 978-2750901844)
- Séries BD Le Ranch de la plaine lune et Cœur de Mustang, Zulma jeunesse, 2008 - 2011